# Завийка
Зави́йка — село в Україні, у Міжгірській селищній громаді Закарпатської області.

## Назва
Назва Завийка має словянське походження, очевидно засноване на основі румунського іменника  zevoi — пасовища або в українському варіанті завій вітра.
Перша згадка у 1600 році під назвою Zavelyka.
Назви села: 1646 — Zavicska, 1653 — Zarodka, 1780-1781 —  Zavojka, Závojka, 1808 — Zavojka, 1828 — Zavijka, Zavojka, 1851-1892 — Zavejka, 1898 — Zavelyka, 1907, 1913 —Határvölgy, 1925 — Závika, 1944 — Závika, 1983 — Завийка.

## Релігія
У XVII столітті тут існував монастир.

### Церква Покрови пр. богородиці (1930 рік)
Попередня дерев'яна церква стояла на іншому схилі, а нову збудували, як кажуть, на тім місці, куди під час бурі знесло хрест зі старої церкви. Невеличка дерев'яна церква належить до малих релігійних споруд, подібні будували у віддалених селах.
Маленька вежа вкрита восьмигранним шатром, завершеним кулястою главкою. Церква, попри невеликі розміри, зберігає традиційний для Міжгірщини розподіл частин.
На жаль, нині дахи й опасання вкриті бляхою. Ікони до іконостаса намалював Федір Форос. Хрест перед церквою поставили в 1911 p., а церківник Іван Брошняк вважає цей рік, згідно з розповідями старих людей, роком спорудження церкви.

## Населення
Згідно з переписом УРСР 1989 року чисельність наявного населення села становила 212 осіб, з яких 96 чоловіків та 116 жінок.
За переписом населення України 2001 року в селі мешкало 187 осіб. 100 % населення вказало своєю рідною мовою українську.